# موچفا
موچفا (به مجاری:  Mucsfa) یک شهرداری در مجارستان است که در ناحیه بونیهاد واقع شده‌است. موچفا ۱۲٫۷۵ کیلومتر مربع مساحت و ۴۱۷ نفر جمعیت دارد.